# Encounters
Encounters er en dansk gyserfilm fra 2014, der er instrueret af Anders Johannes Bukh i found footage-stil.

## Handling
Et lille filmhold rejser langt ud i den svenske vildmark for at optage en gyserfilm. Mens de leder efter location, farer de vild. De beslutter sig alligevel for at fortsætte og går i gang med optagelserne, men pludselig forsvinder en af skuespillerne. Kort tid efter vender han tilbage, nøgen og katatonisk, og går derefter i dyb koma. Filmholdet forsøger at ringe efter hjælp, men deres telefoner opfører sig sært og fungerer til sidst slet ikke. Deres eneste håb for at redde deres ven er nu selv at finde tilbage til civilisationen så hurtigt som muligt. Mens de forgæves forsøger at kæmpe sig tilbage, sker mystiske og uforklarlige ting omkring dem, og noget ukendt og skræmmende begynder at jage dem. Jagtet af det ukendte, søger de ly dybt under jorden i en gammel, forladt militærbase. Her kan de gemme sig - spørgsmålet er bare, hvor længe.